# Wilhuff Tarkin
Grand Moff Wilhuff Tarkin er en fiktiv person i Star Wars-franchisen som blev introduceret i den første film, Star Wars Episode IV: Et nyt håb (1977), men havde ikke lige så meget skærmtid som hans ikoniske underordnede Darth Vader. Han blev spillet af Peter Cushing. I filmen portrætteres han som en højtstående Kejserlig officer i det Galaktiske Imperium, som har kommandoen over Dødsstjernen, Imperiets måne-agtige kampstation.

## Karakterisering

### Karakter
Tarkin portrætteres som en ond skurk i franchisen. Da han fx lovede at Alderaan ikke vil blive tilintetgjort i den første film, holdt han ikke sit løfte, og affyrede laseren alligevel for at statuere et eksempel på hvad der vil ske med dem som forsøger at gøre oprør mod Imperiet.

## Optrædener

### Tv-serier

#### Star Wars: The Clone Wars(2010–2013)
Tarkin medvirker også som en tilbagevendende person i The Clone Wars havde hvor han indledningsvist præsenteres som kaptajn og senere admiral i den Galaktiske Republiks Flåde. Han har særligt et kompliceret arbejdsforhold med Jedierne under klonkrigene, fordi han mente at de ikke egnede sig til militærtjeneste. Dette afstedkom indledningsvist et negativt indtryk af Tarkin på Anakin, men deres forhold blev bedre da Anakin også fortalte at han var enig på grund af Jedi-kodeksets strenge regler for krig. Derimod havde Tarkin et negativt professionelt arbejdsforhold med Ahsoka Tano, fordi han ikke synes om hendes blåøjet udsyn på livet.
I sjette sæson forsøger han at få Tano dødsdømt, da han anklager hende for at stå bage et bombeangreb på Jedi-templet.